# Miguel Marín
José Miguel Marín Acotto (Río Tercero, 15 de mayo de 1945-Querétaro, 30 de diciembre de 1991) fue un futbolista y entrenador argentino.
Es ampliamente reconocido por especialistas, exfutbolistas y aficionados como el mejor guardameta en la historia del fútbol mexicano y uno de los más grandes deportistas extranjeros que han llegado al país norteamericano. Fue tres veces nombrado el portero del año, y recibió en 1980 el citlalli (actual Balón de Oro) como el mejor jugador en México, convirtiéndose en el primer futbolista argentino en obtener el galardón, así como el primer cancerbero.
Crecido en Rosario, en 1960 fue aceptado en las divisiones juveniles de Vélez Sarsfield, donde debutó en agosto de 1964. En 1971 fue traspasado con Cruz Azul, del cual se convirtió en el segundo jugador extranjero en la historia del equipo, después del chileno Alberto Quintano. Es considerado junto a Fernando Bustos como los máximos referentes en la historia de la institución. Obtuvo una Liga con Vélez Sarsfield, y cinco Ligas, un Campeón de Campeones y una Copa de Campeones con Cruz Azul, además del segundo puesto en la Copa Interamericana ante Nacional de Uruguay en 1972.
Con la selección argentina formó parte del grupo que compitió en los Juegos Olímpicos de Tokio 1964. A nivel absoluto completó 5 internacionalidades y recibió 8 goles entre 1967 y 1971.
En 1976 alcanzó notoriedad a nivel mundial tras anotarse un autogol contra el conjunto de Atlante que, dada la rareza del mismo, lo llevó a ser incluido en el Guinness World Records de ese año.
Fue un precursor en la introducción de nuevas tácticas y enfoques en su rol como guardameta, como salir de su posición habitual para contribuir en la defensa o iniciar jugadas desde atrás; arriesgarse a interceptar el balón a los pies del oponente durante un ataque y emplear el saque de portería como punto de partida para un contraataque. Sin embargo, su estilo de juego arriesgado lo llevó a desarrollar deformaciones en los dedos de sus manos, ante lo cual aseveró: «son los pelotazos de la vida.»

## Biografía

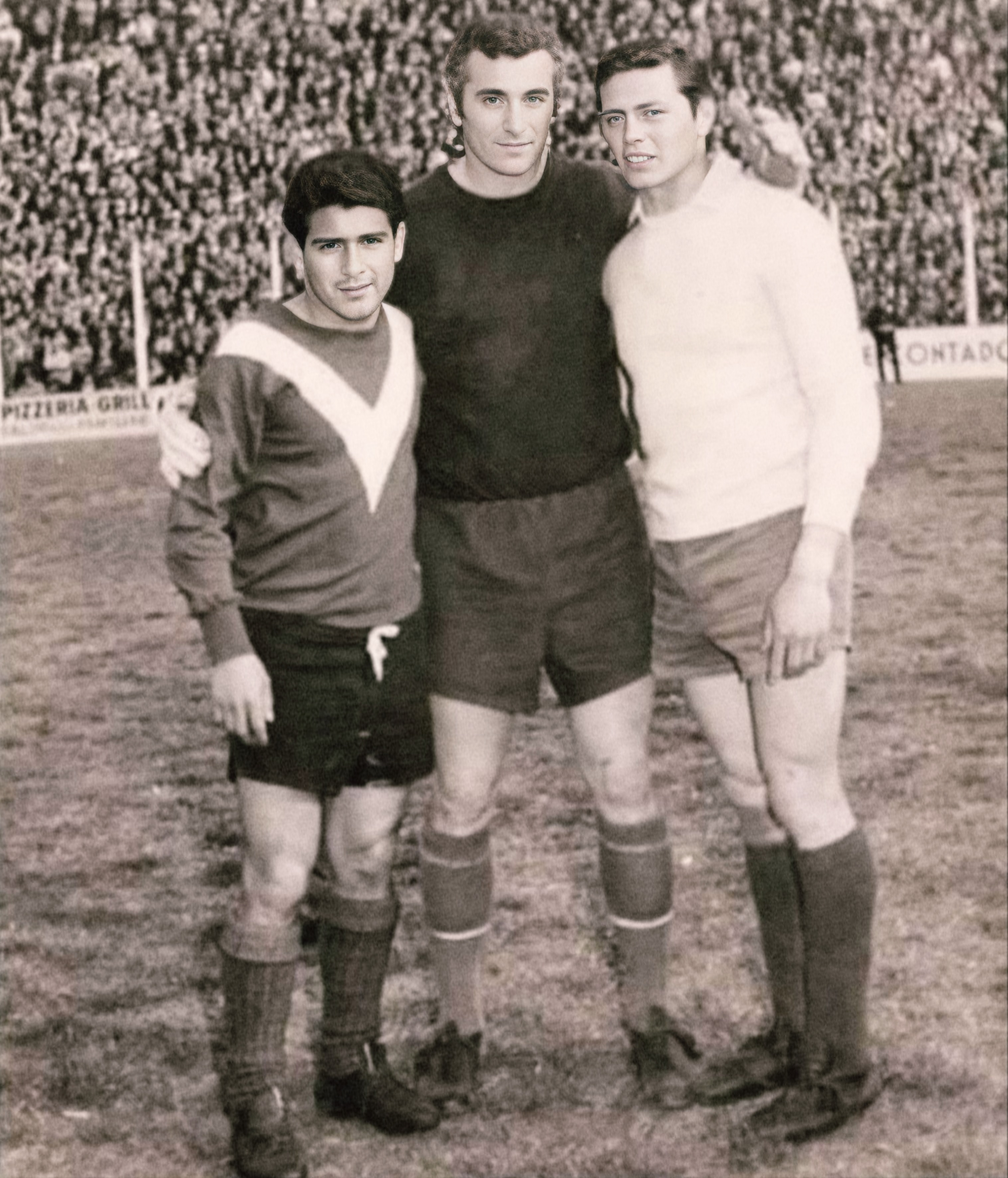
Luis Gallo, Amadeo Carrizo y Miguel Marín (Vélez-River) en septiembre de 1966.

De hogar muy humilde, José Miguel nació el 15 de mayo de 1945 en la ciudad cordobesa de Río Tercero, aunque siendo muy chico su familia se radicó en Rosario. De padres divorciados, tuvo una infancia complicada, en la cual tuvo que trabajar desde muy niño en construcciones cargando ladrillos, o en verdulerías bajando cajas o costales. Pronto comenzó a desandar los bucólicos potreros de su localidad y, con el marco de los árboles como verticales, o amontonando chombas, Marín armaba el arco y le tomaba el gusto a lo que sería su entorno en los terrenos de juego, teniendo como ídolo y modelo a seguir a su compatriota Amadeo Carrizo, de quien obtuvo reconocimiento tiempo después.
Uno de sus jefes en el trabajo lo llevó a una prueba a Buenos Aires con Vélez Sarsfield, donde a pesar de recibir ocho goles, el histórico entrenador Victorio Spinetto decidió aceptarlo en 1960. Con 15 años de edad, su paso en las inferiores no pasaba inadvertido y sus condiciones naturales para el puesto eran comentario obligado de aquellos que seguían el fútbol amateur de la institución. Dichas cualidades las fue trabajando a destajo pues, ni bien llegó a la capital, no aceptó tener un empleo de medio tiempo, al margen del entrenamiento diario que tenían los jugadores de inferiores, manifestando que él había llegado al club para jugar y no para laburar. Se dedicó a entrenar el físico y la técnica dos veces al día, lo que le ayudaría notablemente al momento de llegar al primer equipo de la institución.
Su nombre fue de gran revelancia tanto en el aspecto deportivo como cultural en México, luego de su arribo al país en diciembre de 1971 con Cruz Azul. Llegando a tener tanta popularidad como cualquier artista o cantante de la época, se distinguió por su atención y calidez humana con sus seguidores y aficionados en general. Sin embargo, el destino le guardaba una muerte temprana.

## Carrera deportiva

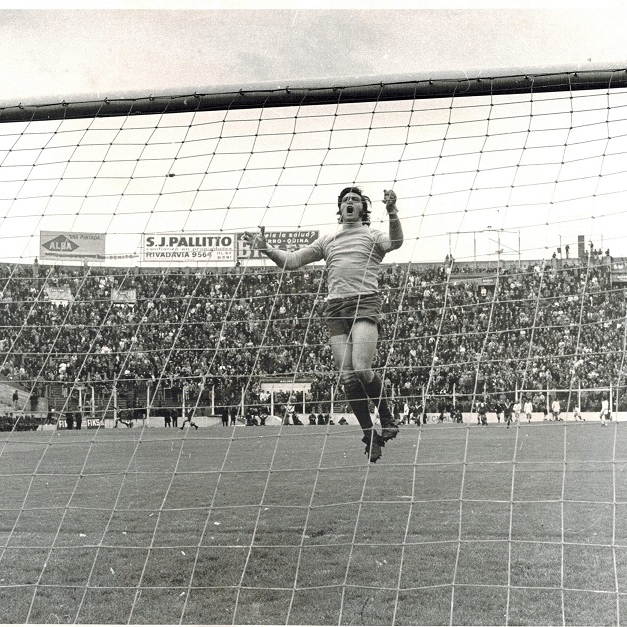
Grito de gol de Miguel Marín durante el Campeonato Nacional de 1968.

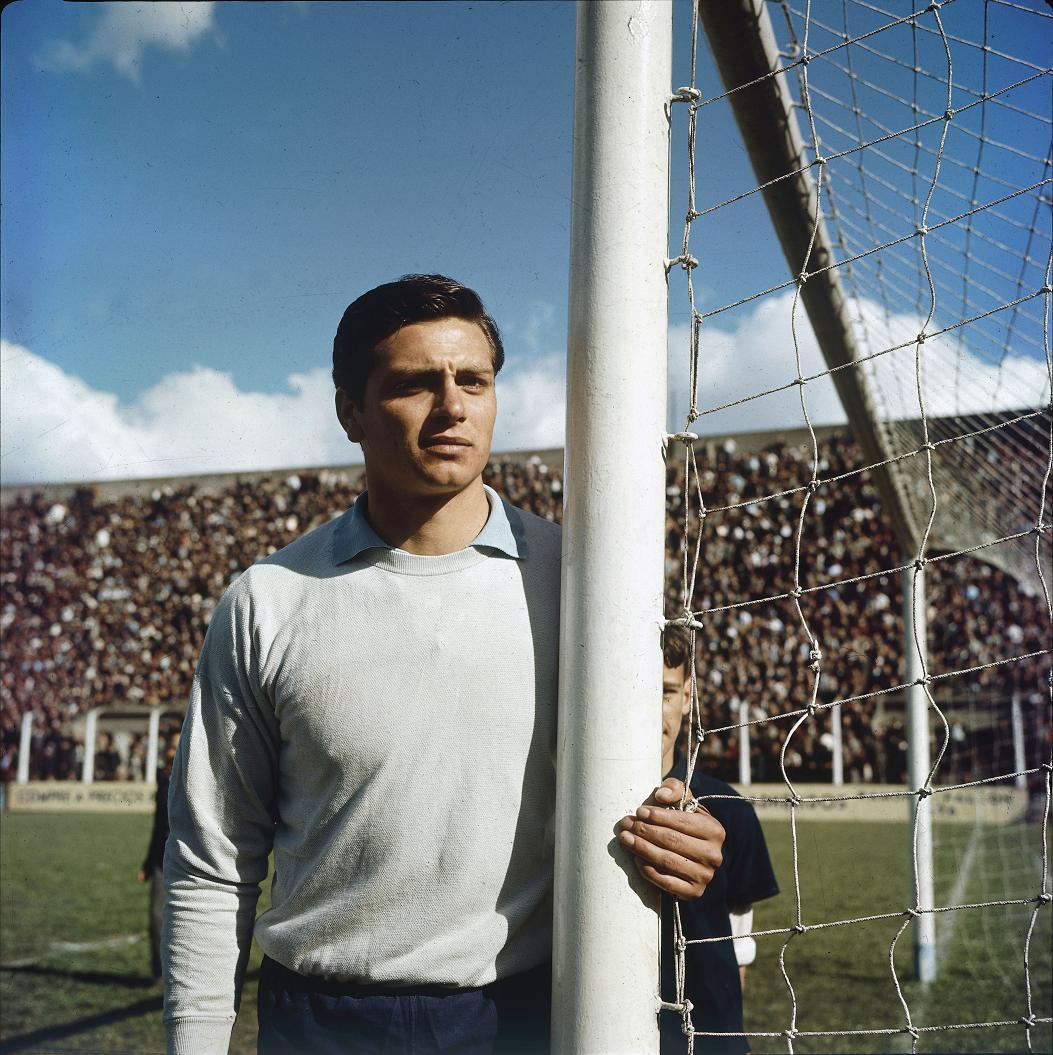
Retrato de Marín por la revista El Gráfico en diciembre de 1968.

### Vélez Sarsfield
Con 19 años le llegó la oportunidad para debutar en la Primera División. Una lesión de Rogelio Domínguez, quien fuera destacado guardameta del Real Madrid, dio pie a que el técnico Juan José Ferraro le diera su primera titularidad el 9 de agosto de 1964, en un triunfo 3-2 sobre Huracán. Mantuvo un gran desempeño en su presentación, luego de recibir gol apenas a los 7 minutos de juego por parte de Alberto Rendo, no sintió los nervios del debut y atajó bastante bien, tanto que el segundo se lo marcaron a los 42 minutos del complemento, de penal, cuando su equipo ya tenía el triunfo amarrado. La lesión del veterano titular permitió que Marín disputara nueve de los treinta encuentros de ese torneo de 1964.
La fama y experiencia de Domínguez no parecían un impedimento para su escalada a la titularidad. En el año de 1965 tuvo un mayor papel en el club, que obtuvo un excelente tercer puesto. En este campeonato Marín, que empezó como suplente, a partir de la duodécima fecha se consolidó como titular y tuvo muy buenas actuaciones en los 23 partidos que le tocó disputar. En 1966, Domínguez emigró al fútbol uruguayo, y no hubo nadie que pudiera hacerle sombra a Marín. En esa temporada, Vélez y Marín confirmaron que el desempeó del año anterior no había sido casualidad, culminando en el quinto puesto entre 20 contendientes. José Miguel se adueñó del arco con autoridad y apoyado en innegables aptitudes: era seguro, plástico y eficaz para custodiar la valla, con inteligencia e intuición para lograr casi siempre una correcta ubicación y sobre todo, sus piernas tenían una terrible potencia, lo que le permitía realizar acrobáticos y estéticos vuelos de palo a palo, como si de un felino se tratase.  Su popularidad se agigantó rápidamente y la parcialidad velezana valoró su coraje y arrojo para defender la valla. Marín terminó el año de 1967 con 27 partidos disputados entre el campeonato Metropolitano y el Nacional.
En 1968, el año en el cual Vélez escribió la gloriosa historia de su primer título en el fútbol grande, Marín fue una de las máximas figuras y destacado protagonista. Ese Nacional tuvo un final infartante. Racing, River y Vélez terminaron igualados en lo más alto de la tabla con 22 puntos y la definición llegó por medio de un triangular. Empataron 1-1 con River Plate en el encuentro donde se dio un evento recordado como «La mano de Gallo». A diez minutos del final del partido, un remate de Jorge Recio dejó parado a Marín, pero justo antes de que entrara el balón, el lateral Luis Gregorio Gallo se lanzó con la mano izquierda para desviar la pelota. Una semana después los velezanos visitaban el Gasómetro de Racing y se llevaban una victoria por 4-2, con lo que conseguían su primer título de la Primera División Argentina. Miguel Marín levantaba así su primer trofeo liguero aquel inolvidable 29 de diciembre. Ese año se cerró para él con 27 presencias entre Metropolitano y Nacional (14 y 13 respectivamente).
En 1969 Vélez no pudo repetir tan buen rendimiento. En el Metropolitano finalizó tercero en su grupo, a un paso de las semifinales, mientras que en el Nacional, José Miguel resignó el protagonismo por primera vez, atajando sólo en 5 de los 17 encuentros. En el Metropolitano 1970, recuperó la titularidad con 16 presencias en 20 fechas, algo que mantuvo en el Nacional, donde tuvo asistencia perfecta y jugó los 20 encuentros del campeonato, en el que Vélez fue tercer lugar y otra vez se quedó cerca de las semifinales. En 1971 tuvo uno de los mayores pesares de su carrera durante el Metropolitano donde, luego de una gran racha de victorias, perdieron en las últimas dos jornadas contra Racing y Huracán, e Independiente se llevó un inesperado campeonato. Marín disputó su último partido con Vélez el 3 de noviembre en el Nacional, con un total de 225 partidos (222 en Liga y 3 en la inacabada Copa de 1970).

### Selección

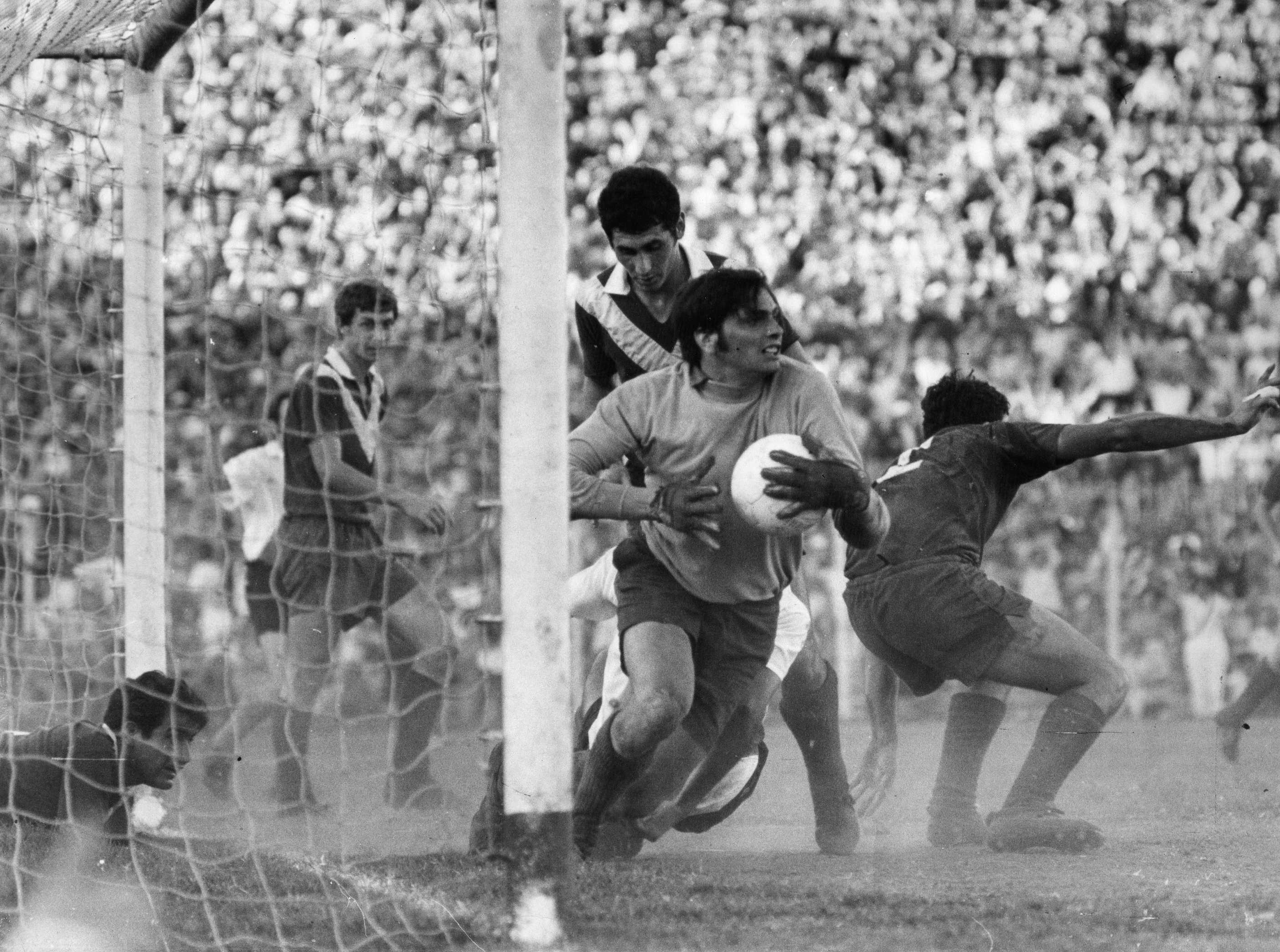
Miguel Marín en 1968.

Integró el equipo juvenil que se clasificó y disputó los Juegos Olímpicos de Tokio 1964, como suplente de Agustín Cejas. No tuvo minutos en ninguno de los torneos.
Debutó oficialmente con la selección absoluta el 15 de agosto de 1967 en un juego amistoso contra Chile celebrado en Santiago. Coincidió en su presentación con Alberto Quintano, compañero de equipo unos años después, quien también tuvo su debut con el conjunto chileno aquella tarde. Pese a la derrota 1-0 en el marcador, Julio Martínez Prádanos de la revista Estadio destacó la figura de Marín en el partido:

Un arquero sólido, de buen físico, apto y ágil, que está en la cuerda de todos los arqueros argentinos de primera división. Incluso, con algunas cosas de Roma.

El 22 de agosto de 1967 alineó en la derrota 2-1 contra México en el estadio Azteca, destacando su figura tras atajarle un penal a Fernando Bustos. Durante mucho tiempo se dijo que tras la actuación de Daniel Carnevali en el arco argentino, Vladislao Cap se arrepintió de no llevar a Miguel Marín al mundial de Alemania 1974, pero con el fallecimiento del técnico en 1982 se convirtió en una anécdota incomprobable. Disputó su último partido con el combinado el 9 de julio de 1971 ante Paraguay, en la amistosa Chevallier Boutell.

### Cruz Azul

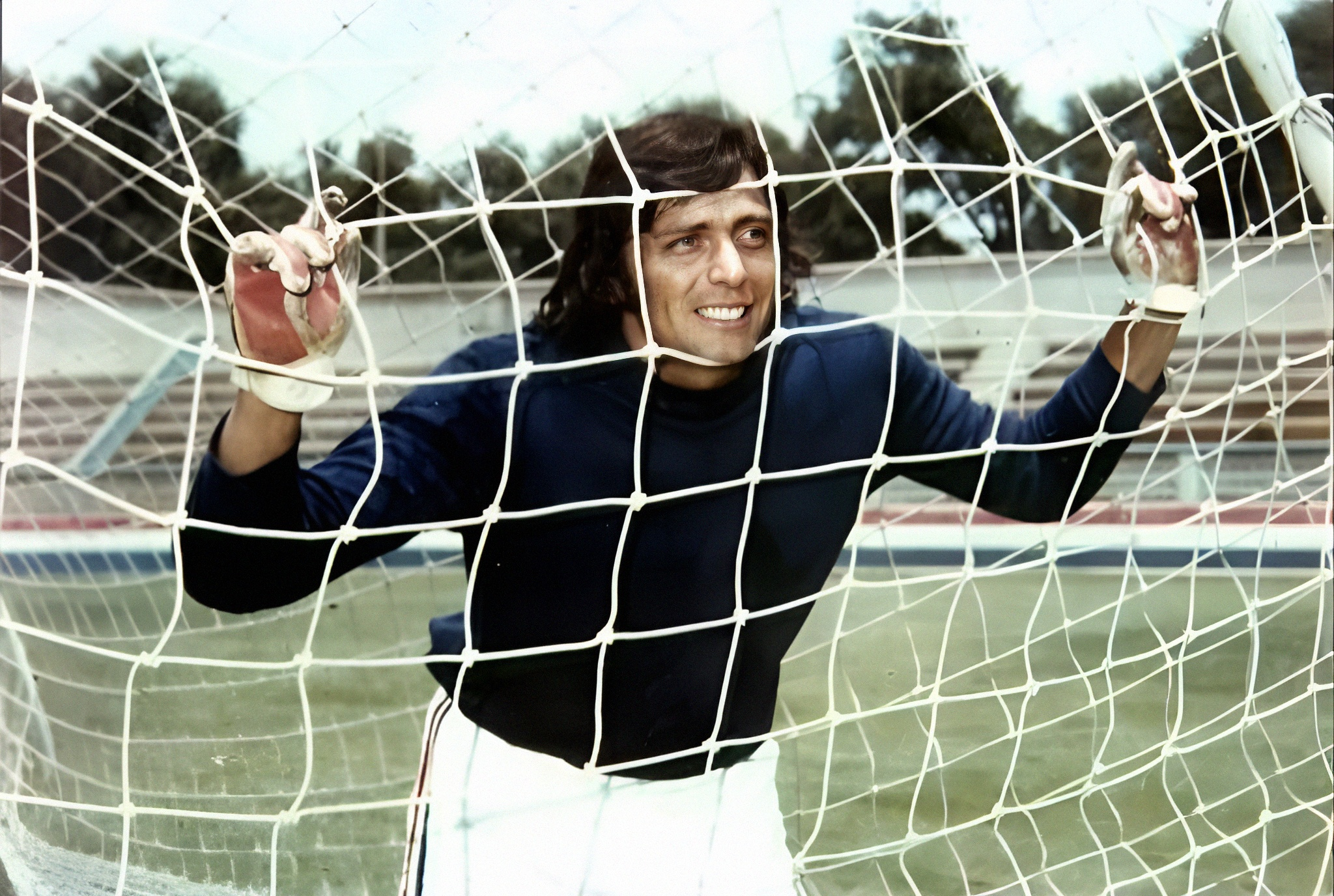
Miguel Marín en sus primeras semanas como jugador de Cruz Azul.

Guillermo Álvarez Macías y Raúl Cárdenas, director general y entrenador de Cruz Azul en aquel tiempo respectivamente, fueron a Sudamérica a finales de 1971 en busca de impulsar el plantel de su equipo con la contratación de los primeros jugadores extranjeros de su historia. El plan original era traer al guardameta brasileño Wendell, pero este tenía poco de firmar con Botafogo. Los mexicanos partieron rumbo a Buenos Aires para ver a Miguel Ángel Santoro de Independiente. Sin embargo, el técnico Cárdenas se decantó por Marín, luego de observarlo en un partido de Vélez, y terminó llegando al club a cambio de 30 000 USD. El 25 de diciembre de 1971, sólo cuatro días de haberse presentado como nuevo jugador celeste, debutó en el máximo circuito ante el Guadalajara en el Estadio Jalisco, ganando Cruz Azul con 2-0 y manteniendo su arco invicto. El 1 de enero de 1972, se presenta en el Estadio Azteca con triunfo 2-1 frente al América. El chileno Carlos Reinoso tuvo el honor de anotarle por primera vez al argentino en México. La llegada de Marín coincidió con una de las rachas ganadoras más impactantes que un equipo haya registrado en la época profesional del fútbol mexicano. Miguel salió victorioso en los nueve primeros partidos en los que defendió la puerta de Cruz Azul, que hiló 10 triunfos consecutivos entre las fechas 9 y 17 de la temporada 1971-72. El décimo triunfo lo obtuvo uno de sus más entrañables amigos: Enrique Meza, al cual, el propio argentino le puso el mote de Ojitos, que lo acompañó durante su carrera. En apenas 4 meses de su llegada, levantaba el título de la «Tercera» Copa de Campeones, en la cual tras producirse un empate en la ronda final, disputaron un juego de desempate contra Alajuelense el 19 de abril en el Azteca, terminando con un 5-1 en favor de Cruz Azul.

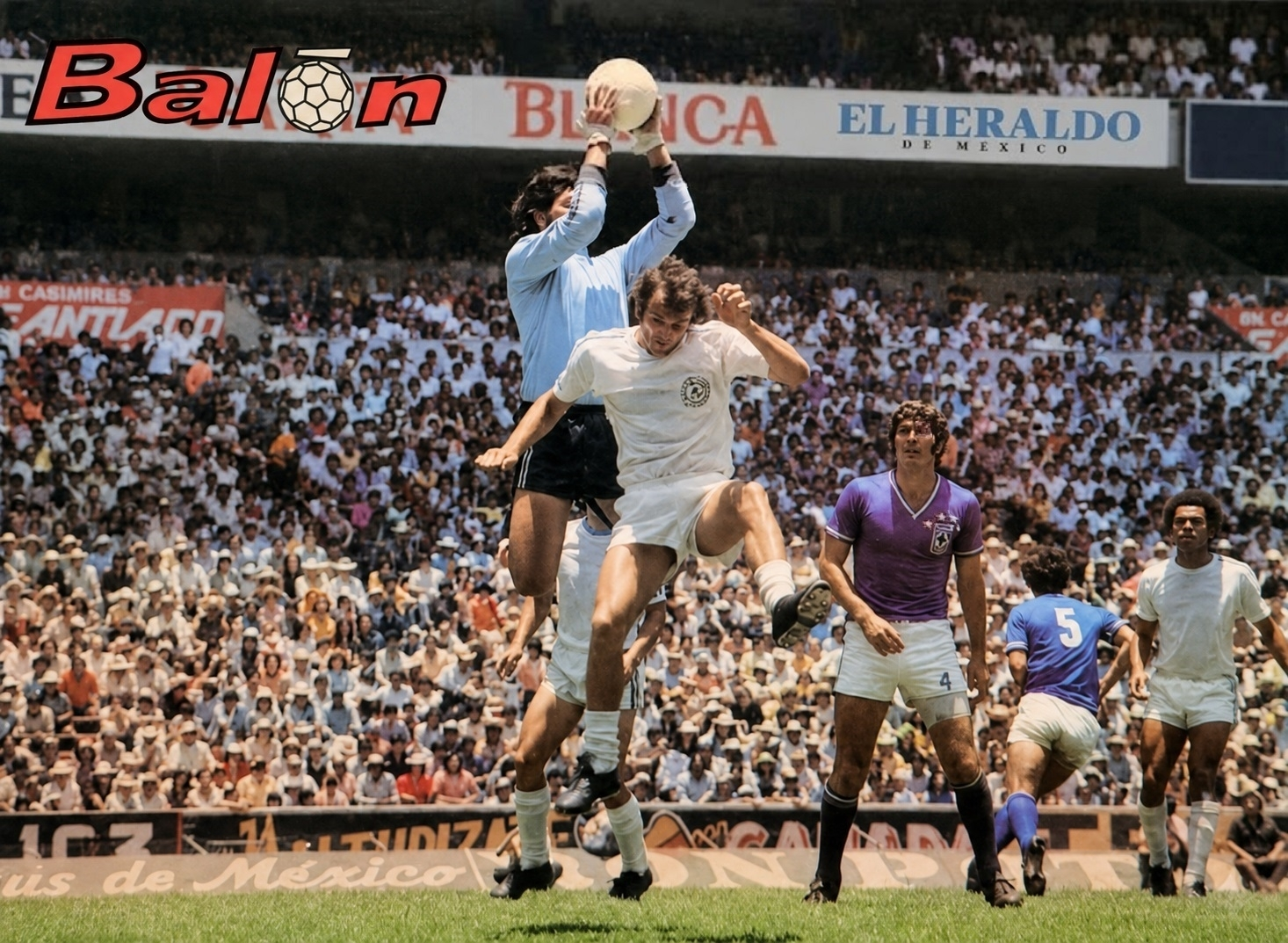
Marín ante Atlético Español en 1974.

En su primera campaña con Cruz Azul, Marín jugó 22 partidos de liga, recibiendo 22 goles. Con él en la portería, solamente perdieron dos encuentros. Clasificaron a los play-off como líderes generales, de los cuales Miguel jugó los 3 partidos y recibió 2 goles. El 9 de julio de 1972 disputaron la final a partido único contra el América que, de acuerdo a la opinión generalizada, dio origen al denominado Clásico Joven, y en el cual Marín tendría una de sus actuaciones más recordadas, sacando más de cinco goles de su meta y quedándose con el título después del 4-1 en el marcador. Con el campeonato de zona logrado en 1971, disputaban la Copa Interamericana ante Nacional de Uruguay, donde terminaron cayendo con 3-2 en el global.
A finales de 1972 el club realizó una gira en Argentina para disputar una serie de partidos amistosos, y entre nostalgias del portero y su esposa, se rumoraba el retorno de Miguel para jugar con San Lorenzo. Sin embargo, la oferta económica no fue suficiente ni para el club ni para Marín. Durante su segunda temporada disputó 18 partidos de liga, con 21 goles recibidos; mientras que en los play-off jugó los 5 partidos, recibiendo 4 goles. En la serie por el título ante León, tras preservar el empate en la ida y la vuelta, disputaron un desempate en el Estadio Cuauhtémoc el 19 de junio de 1973, haciéndose con el campeonato luego de un autogol de Jorge Davino en los tiempos extras. En su tercera campaña jugó 22 partidos de liga, recibiendo en ellos 21 goles, y perdiendo solo uno de esos juegos. En los play-off jugó los 4 partidos, recibiendo 4 goles. En la final contra Atlético Español, pese a caer 2-1 en la ida, se quedaron con el título ganando 3-0 en la vuelta, convirtiéndose en tricampeones del fútbol mexicano. Luego de caer en la Copa frente al América, ambos disputaron el título de Campeón de Campeones, resultando 2-1 en favor del conjunto celeste.
Miguel Marín ya era conocido desde sus primeros años de carrera por los dos apodos que lo acompañarían a lo largo de su trayectoria. Fue bautizado como El Gato por Roberto Sbarra, su entrenador en las inferiores de Velez, y como Superman por un reportero de la revista El Gráfico, debido a que era usual que jugara lastimado y por su fortaleza física. Al llegar a México, el mote del superhombre fue transmitido por Jorge Ventura al reconocido cronista Ángel Fernández Rugama, quien, impresionado por la espectacularidad de sus atajadas, adoptó dicho apelativo en sus relatos. Esta difusión contribuyó significativamente a la popularidad de Marín entre los niños de la época y el público en general.

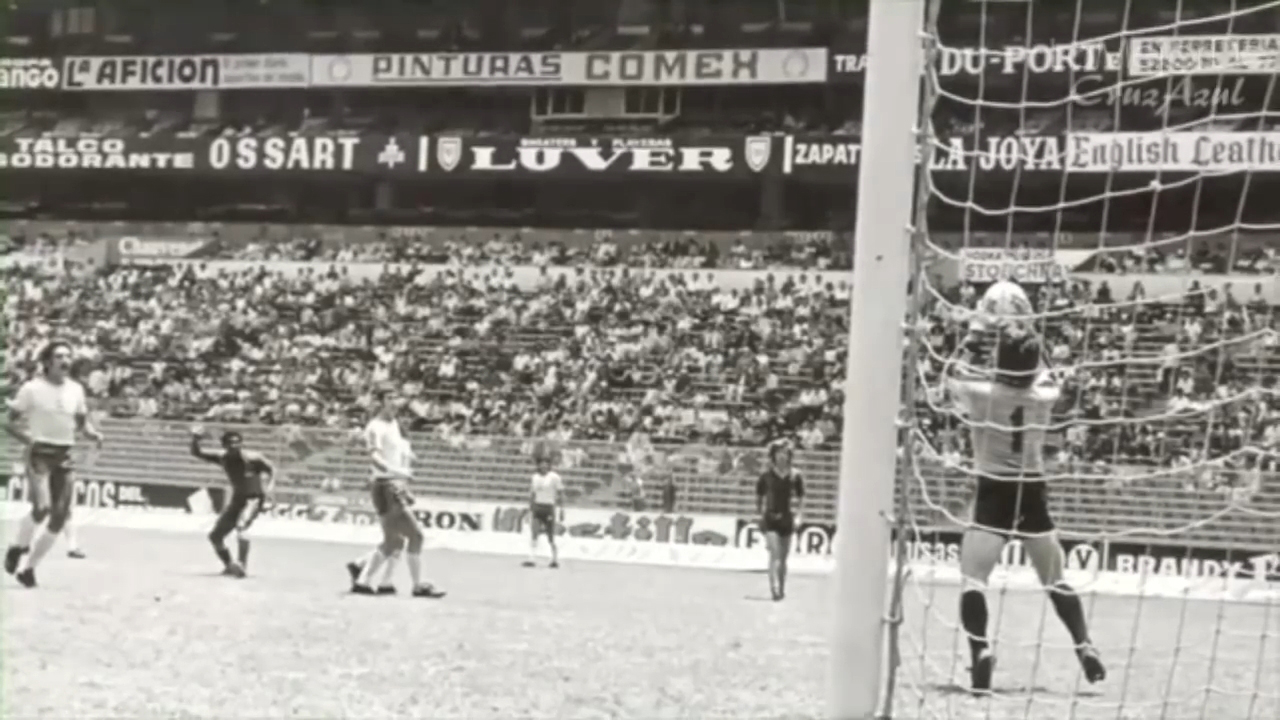
Retrato del instante previo del autogol de Marín el 23 de mayo de 1976.

El 15 de junio de 1975 el ecuatoriano Ítalo Estupiñán realizó una temeraria entrada sobre Marín en los play-off de la temporada 1974-75, que le fracturó el pulgar derecho al argentino. Pese a que Miguel se acomodó el dedo al instante y continuó en el juego, no pudo disputar el resto de la fase final, y sin él, Cruz Azul terminó en el cuarto puesto del grupo de campeonato.
El 23 de mayo de 1976, Miguel cometió un autogol al minuto 70 de un juego ante el Atlante. El conjunto celeste derrotaba 1-0 a los visitantes, cuando Cosme de Souza realizó un disparo sin potencia ni colocación, justo a las manos de Marín, que quiso salir jugando rápido de manos, sin embargo, se arrepintió a medio camino e introdujo el esférico en su marco, anotando un gol que quedaría registrado como uno de los más raros e insólitos de la historia del fútbol mundial.
En ese periodo se rumoró la salida de Marín para jugar con América y Monterrey de México, y con Sevilla y Valencia de España, llegando incluso a entrenar en el Hipódromo de las Américas para mantener su nivel. Sin embargo, las negociaciones no llegaron a buen puerto y Miguel optó por seguir en Cruz Azul.En su sexto campeonato con el conjunto celeste disputó 32 partidos de liga y los 6 de liguilla, recibiendo 27 y 5 goles respectivamente, sin tener la posibilidad de acceder a la final. Para la temporada 1977-78 jugó 36 partidos de liga, recibiendo en ellos 42 goles, su peor marca; de los cuales Cruz Azul perdió 8 de esos juegos, igualmente su peor registro. En la liguilla jugó los 4 juegos y recibió 5 goles.

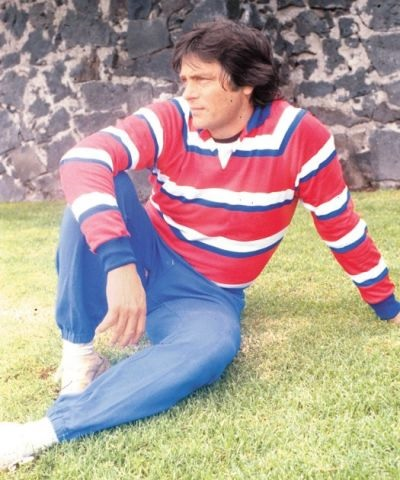
Retrato de Marín en 1978.

Para el campeonato 1978-79, el club había finalizado un cambio generacional que comenzó en 1976, conformando un grupo de jóvenes con proyección, respaldados por algunos referentes restantes de inicios de la década, encabezados por el propio Marín. En dicho año, Miguel tuvo el mejor rendimiento de toda su carrera: disputó los 46 partidos del campeonato (38 de liga y 8 de liguilla) y recibió 37 goles (32 en liga y 5 en liguilla) con un total de 19 vallas invictas. En la final contra la Universidad Nacional mantuvo su marco en cero ante la ofensiva del mexicano Hugo Sánchez, el peruano Juan José Muñante, y los brasileños Cabinho y Tuca Ferretti durante los 180 minutos de la serie, que se definió en el juego de vuelta con 2-0 en el marcador en favor de Cruz Azul, coronándose nuevamente campeones de liga.

En ese lapso, mientras Cruz Azul se mantenía en la búsqueda de la internacionalización, disputó un par de torneos de exhibición en España en las ciudades de Almería y Burgos, finalizando campeón de ambos en las ediciones de 1979 y 1980 respectivamente. De igual forma, es recordada su actuación en el Clásico de Los Angeles de 1980, en el cual Marín contrarrestó en la final al equipo de Cosmos de Nueva York, encabezado por el alemán Franz Beckenbauer, manteniendo en el partido a Cruz Azul hasta la tanda de penales. En dicha instancia, Marín atajó el envío del brasileño Carlos Alberto y encaminó el triunfo del conjunto celeste 4-2 desde los once pasos, lo que le valió ser elegido el mejor jugador del torneo.
En la campaña de 1980 llegaron a la final ante los Tigres de la UANL, un equipo que, liderado por el mexicano Tomás Boy, era muy efectivo en la ofensiva, dejando fuera en el grupo de campeonato al Club América. Con la ventaja mínima obtenida en El Volcán y un espectacular empate 3-3 en el Azteca, Cruz Azul levantó el título de liga por séptima ocasión en su historia, siendo el quinto campeonato de la mano de Marín, quien por última vez fue la figura tras detener un disparo en un mano a mano ante Boy en los instantes finales del encuentro.
El 29 de noviembre de 1980 disputó su último partido en el triunfo de visita 1-0 contra el Atlante. El 5 de diciembre, Miguel se desvaneció en un entrenamiento y quedó inconsciente un par de minutos. Pese a concentrar con el equipo para el partido contra Atlético Español del día siguiente, decidió no jugar el encuentro. El 9 de diciembre, en la entrega de los Citlallis, Marín fue elegido por tercera ocasión como el mejor guardameta y por primera vez como el mejor jugador del torneo. Tristemente, durante la ceremonia Miguel sufrió otro desmayo. Fue llevado al Instituto Nacional de Cardiología y estuvo hospitalizado durante 15 días, donde se confirmó que había sufrido un infarto, y le informaron que tenía una trombosis que requería atención inmediata. El 5 de febrero de 1981, el cuádruple desvío de las arterias coronarias le obligó a practicarse una dura operación quirúrgica en Houston, en la cual se le injertó un tramo de vena de su pierna derecha en el corazón, significando el fin de su carrera como futbolista. La noticia significó un fuerte impacto para Miguel, quien recién había renovado tres años con el equipo, por lo que no estaba cerca de pensar en el retiro.

### Despedida en el Estadio Azteca
Miguel Marín se despidió del fútbol activo el sábado 6 de junio de 1981 en un partido frente a Guadalajara, el mismo equipo al que enfrentó en su debut con el conjunto celeste en diciembre de 1971. Aquella tarde, pese a la lluvia torrencial que cayó en la Ciudad de México, se registró un lleno total en el estadio Azteca. Al comienzo del encuentro el público le dedicó al unísono «Las golondrinas», canción que Miguel no pudo escuchar de lo emocionado que estaba, en medio del cúmulo de personas que ingresaron al campo, pero sí lo conmovió el último aplauso prolongado de la afición.

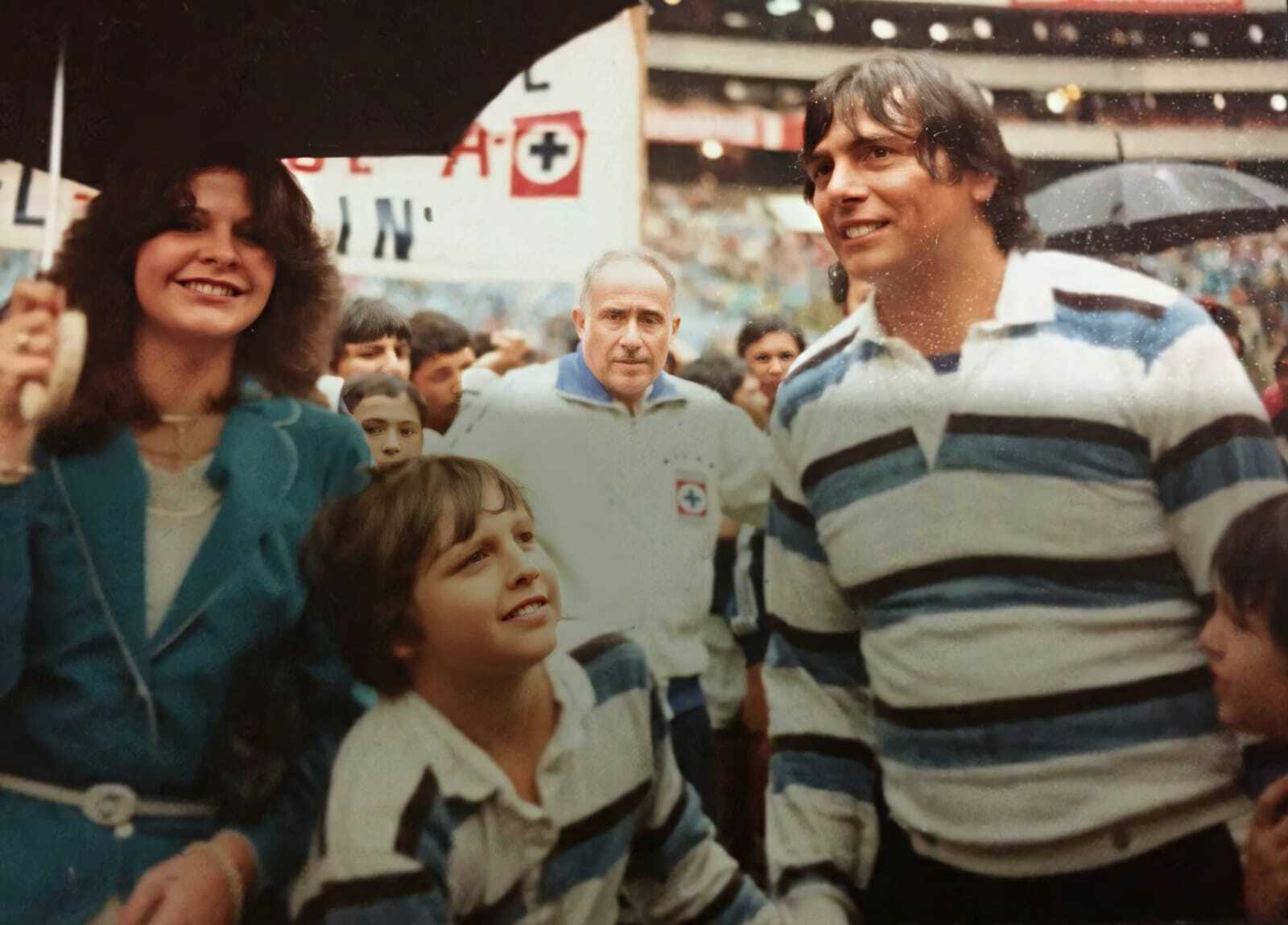
Marín en su partido de despedida en 1981.

El Universal reportó que, durante la vuelta olímpica de homenaje, la cadena de Televisa mandó la imagen de las tribunas como escarmiento a Marín por haber comentado el mundial de Argentina 1978 para el entonces Canal 13. El argentino regresó años después a la misma cadena para comentar las ediciones de España 1982, y junto a «Los protagonistas», el celebrado en México en 1986.
La ceremonia se realizó antes del inicio oficial del juego, por lo que este encuentro no forma parte de los 334 partidos que disputó con el conjunto celeste. Inició como titular y recibió la pelota desde la media cancha, para luego tomarla y dar unos pasos. Con un gesto muy emotivo le entregó el balón y su suéter a rayas a su compatriota Ricardo Ferrero, quien llegó como su reemplazo en esa campaña; abandonó por última vez el terreno de juego, y pudo decir sus últimas palabras como jugador del equipo: «Lástima que llovió y los niños se hayan mojado.»

## Entrenador

### Suspensión
Luego de colgar los botines, Marín regresó a su país natal a mediados de junio de 1981 y permaneció un par de meses fuera del foco mediático. Con la salida de Ignacio Trelles, le fue ofrecido el puesto de entrenador de Cruz Azul, con el cual realizó su debut el 27 de noviembre de 1982 en la derrota 4-1 frente al Atlas. Desafortunadamente, el 26 de diciembre su carrera se vio parcialmente truncada a causa de una agresión contra el silbante Jesús Mercado, a quien le propinó un «cabezazo imperceptible» en el empate 0-0 ante el Club Puebla, algo que llamó la atención viniendo de un tipo que tan buena conducta había mostrado como jugador.
El 4 de enero de 1983 la comisión disciplinaria de la Federación Mexicana de Fútbol dictaminó un año de suspensión y diez mil pesos de multa a Marín, por considerar agresión al árbitro Mercado. El suceso en cuestión fue repetido en una videocinta en la oficina de la comisión ante sus integrantes y el propio Miguel. El periódico Excélsior reportó que durante la junta se escucharon las opiniones de Marín, Mercado y de los jueces de línea Daniel Moctezuma y Agustín Torres. Antes de que se diera a conocer el castigo, Miguel abandonó la oficina de la comisión, y compareció ante los medios para hablar sobre la muy segura suspensión de un año de acuerdo al reglamento:

«No pretendo adelantarme a los hechos, creo que los señores me han escuchado atentamente con amabilidad y han analizado el escrito del club Cruz Azul solicitando la investigación, así como la relación de los hechos, ahora son ellos los que tienen que dar la solución. Nunca tuve la intención de agredir al árbitro, es más, no sentí un roce con él.»

Su asistente técnico Enrique Meza fue registrado como entrenador y fungió como interino el resto del campeonato, bajo las órdenes de Marín, quien ya no regresó al equipo. Tiempo después, sobre aquel episodio, Miguel comentó: «me precipité tal vez por el cariño que le tengo al club y por no fallar a Don Ignacio Trelles, quien me sugirió ante la directiva». Como entrenador celeste, Miguel dirigió 6 partidos (2 triunfos, 2 empates y 2 derrotas).

### Neza y en México 1986
Luego de cumplir la sanción, ejerció como entrenador de Neza, con un total de 121 partidos de Liga (35 triunfos, 39 empates y 47 derrotas). Poco después regresó a Cruz Azul para trabajar en las fuerzas básicas bajo las órdenes de Enrique Meza. Los medios de la época hablaban de lo bien preparado que estaba Marín en el enfoque táctico y en el manejo de vestuario. No obstante, los resultados obtenidos no reflejaban el nivel de fútbol que sus equipos exhibían en el campo.
En octubre de 1985 el serbio Bora Milutinovic le pidió unirse a su cuerpo técnico como entrenador de porteros de la selección mexicana de cara a la Copa Mundial de 1986, a celebrarse en el país. Conociéndose ambos desde su etapa como futbolistas, Velibor dijo en 2019 que fue el propio Marín quién le recomendó convocar al guardameta Pablo Larios cuando apenas comenzó su gestión en el combinado en el año 1983. En agosto de 1987 se unió al cuerpo técnico de Raúl Cárdenas mientras dirigía al Deportivo Toluca, con el cual se mantuvo durante una temporada.

### Gallos de la UAQ
En 1990 firmó con los Gallos Blancos de la UAQ (un equipo filial de Cruz Azul en la Segunda División) en un proyecto encabezado por Enrique Meza. En su primer torneo llegaron a las semifinales del grupo de campeonato, quedando en segundo puesto debajo de Atlante. Los resultados no acompañaron en el torneo siguiente y luego de 18 encuentros, en los que apenas cosechó 4 triunfos, presentó su renuncia del cargo el 15 de diciembre de 1991, aunque se mantuvo como asesor deportivo en la institución. Dirigió 64 partidos con Querétaro (23 triunfos, 11 empates y 30 derrotas).

## Vida privada

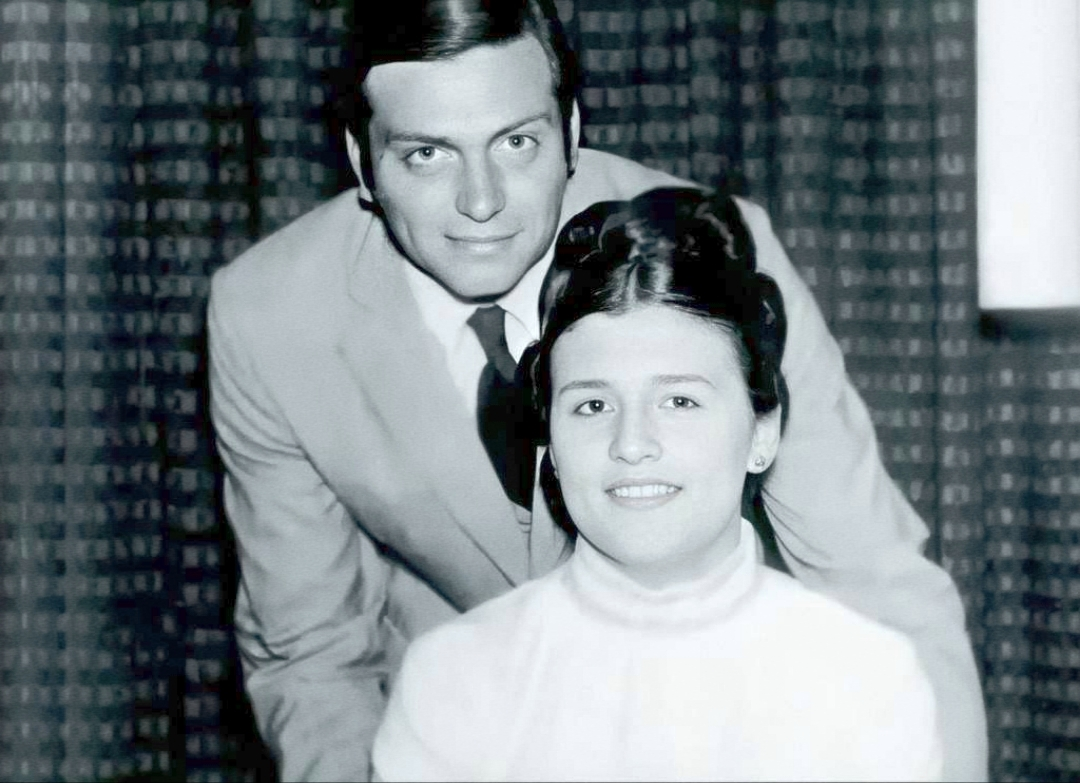
Matrimonio entre Miguel y Estela en 1968.

Miguel Marín nació el 15 de mayo de 1945 en el seno de una familia de bajos recursos y de padres divorciados. Tuvo que trabajar desde muy chico en construcciones cargando ladrillos, o en verdulerías bajando costales de fruta y verdura. Vivían en una situación complicada porque eran siete hermanos, sólo eran dos hombres, y era la responsabilidad de ellos sacar la familia adelante.
Marín tenía gusto por el tango; admiraba a Carlos Gardel y a Aníbal Troilo. Disfrutaba de los deportes ecuestres y era usual en él organizar asados entre sus amigos, acompañado de vino tinto. Es por lo que con parte de sus ahorros los invirtió en un restaurante al cual le puso un toque de su país. Estaba ubicado en Taxqueña, a la vera de una tienda de autoservicio, y le tituló como «Corrientes 3-4-8».
El 28 de diciembre de 1968, Miguel contrajo matrimonio con su pareja Estela, unión de la que nacieron sus hijos Alejandro y Maximiliano. Sobre cómo se conocieron y el día de su boda, su esposa comentó:

En el tiempo que llega a Vélez tenía muchas actividades, ahí nos conocimos. La boda fue muy singular, al día siguiente Vélez disputaba el campeonato, vino a la boda así como cenicienta y a las doce de la noche se fue a concentrar.

### Fallecimiento
El 30 de diciembre de 1991, Miguel fue llevado al hospital de «La Santa Cruz» de Querétaro debido a fuerte dolor en el pecho. En ese momento, su familia estaba en Argentina. Fue ingresado de emergencia al recinto, donde perdió el conocimiento. Pese a realizarse varios intentos de reanimación cardiopulmonar, los médicos no tuvieron éxito y por la tarde se dictaminó el deceso del argentino, con un infarto fulminante como su causa de muerte, aunque la falta de información generó escepticismo entre la gente. En días posteriores, se dijo que habría sido mal disgnosticado y confundido un problema pulmonar con uno del corazón, propiciando una falta oportuna y precisa de atención, que derivó en un paro cardíaco.
El periodista Gerardo Peña Kegel dio a conocer la noticia a nivel nacional, de la que se rescató el siguiente fragmento:

Gracias por la personalidad. Gracias por el espectáculo. Gracias por las atajadas. Por el Valor. Decidió colocarse, como buen Superman, su capa roja, y subir a la inmortalidad, hacia el cielo, para ser eternamente celeste. Murió Miguel Marín, ayer escribió la historia, hoy empieza su leyenda.

Cuando se enteró de la noticia Enrique Meza, entrañable amigo de Miguel, manejó rumbo a la ciudad para hacer los trámites y preparativos del velatorio. El 1 de enero de 1992 a las 10:00 a.m. se realizó una misa de cuerpo presente a la que asistieron excompañeros de profesión, amigos y la familia de Miguel Marín, que recién llegaba al país. Su familia decidió realizar la cremación del cuerpo y llevarlo a su país, donde por un tiempo descansó en el «Cementerio de la Chacarita». Cuando trasladaron su residencia a México, por cuestiones de contrato, no pudieron traerlo consigo. Fue hasta 1996 que la urna que contiene sus cenizas volvió y está descansando en la iglesia «Emperatriz de América», también conocida como «La Bola», ubicada en la colonia San José Insurgentes, en la zona sur poniente de la Ciudad de México.

## Legado

### Valoración e influencia

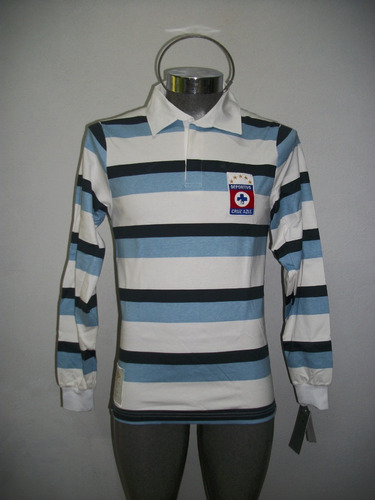
Suéter conmemorativo de Marín presentado en 2012.

Diversos testimonios, en su mayoría recapitulados del filme documental Superman en el arco de 2012, dirigido por el cineasta Gustavo Loza, destacan la calidez humana que tenía Miguel con sus seguidores, y el magnetismo que tenía en su persona en cada aspecto de su vida. Era descrito como un hombre sencillo, y muy seguido siempre por los niños, que veían en él un ídolo de época. Además del gran deportista, era amable con el público, con la prensa, e irradiaba un gran carisma.
El cantante mexicano de rock Joel Jáuregui, en su sencillo digital Superman de 2011, relató que durante la década de 1970 y los años siguientes en el país, se puso de moda entre los niños y jóvenes utilizar sudaderas de rayas horizontales como lo hacía el argentino, y ocupar el puesto de guardameta en las retas. Su característica indumentaria a rayas ha sido homenajeada en muchas ocasiones en el fútbol mexicano, destacando las utilizadas por: el también argentino Federico Vilar con Atlante y Morelia; el mexicano Alan Flores con Tampico Madero entre 2023 y 2024; y el colombiano Kevin Mier con Cruz Azul entre 2024 y 2025. En el año 2012, la marca inglesa Umbro lanzó al mercado un suéter conmemorativo en su memoria.
El Cruz Azul de Miguel Marín se convirtió en un equipo mítico en la historia del deporte en México, superando en instancias finales a icónicos rivales como el América de Carlos Reinoso, el León de Chepe Chávez, el Atlético Español de Benito Pardo, los Pumas de Cabinho y los Tigres de Tomás Boy.

En México la gente lo quería mucho. Y no solamente la gente de Cruz Azul, lo admiraban los equipos, lo admiraba el América, lo admiraban todos, porque era un extraordinario arquero. Era un portero adelantado a su tiempo. (...) Es más seguiría viviendo en México, a pesar de que le gustaba Argentina, y amaba a Argentina, él hubiera seguido en México. Se sentía metido con el mexicano, le gustaba que le aplaudieran, le gustaba que le gritaran, que le pusieran apodos, era fantástico.
José Ramón Fernández

Considero que ha sido el mejor portero que ha llegado a México, o bien, que ha tenido México. Tenemos a un Carbajal no quiero olvidarlo, pero Miguel Marín demostró que el Miguel vino para quedarse. (...) Dejó huella, que es lo más importante para cualquier ser humano en la actividad que esté desarrollando. Decir señores aquí pasó Don Miguel Marín, y aquí Miguel Marín fue muy querido como persona, excelente futbolista, y con una entrega total y absoluta hacia el equipo de fútbol que representó, que fue Cruz Azul.
Rafael Lebrija Guiot

El mejor portero en la historia de nuestro fútbol. Miguel Marín, con sus atajadas inconmensurables, una personalidad para cubrir la portería, siempre bien ubicado, con una agilidad que llamaba la atención por su corpulencia, no era un portero ligero ni mucho menos. Extraordinario guardameta, que además fue vanguardista en cuanto a la forma de salir jugando. Una figura grandiosa; venía del Vélez Sarsfield y con el Cruz Azul tuvo nueve años ejemplares, de muy alto nivel, de un rendimiento elevadísimo. Un memorable guardameta que nunca olvidaremos y cuya prematura partida tanto lamentamos en su momento, y seguimos lamentando.
Roberto Gómez Junco.

### En la cultura popular

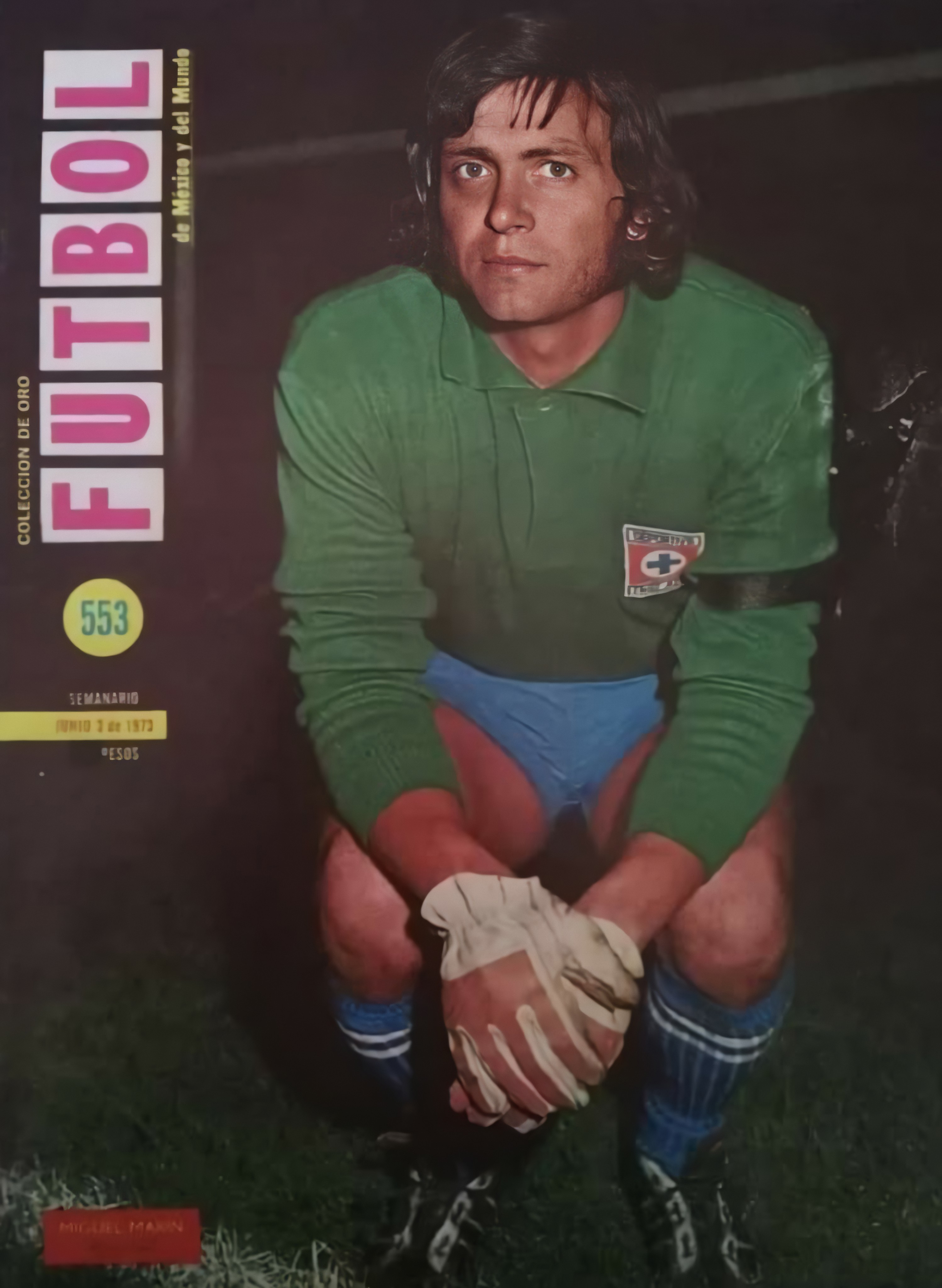
Retrato de Marín en junio de 1973.

El impacto que tuvo en el ámbito deportivo lo colocó en la primera plana de diversos diarios y periódicos de la época, lo que le generó una gran cantidad de seguidores. Su imagen llegó a ser utilizada en diversos comerciales, como los realizados para Wildroot, marca para el cuidado del cabello, o los tenis panam. Llegó a ser mencionado en el programa de televisión El Chavo del 8 en el capítulo donde juegan una tanda de penales, y también entre las ediciones de 2005 y 2022 de la serie de videojuegos EA Sports FIFA para la versión latinoamericana (mientras jugabas con Cruz Azul).

(Miguel) era la sencillez andante. La sencillez que se manifestaba en jamás negar un autógrafo a nadie, acariciar la cabecilla de todos los niños que se le acercaban, entregar un comentario a cualquier periodista que se lo pidiera, charlar con la gente en la cancha, en la salida, en las entradas, y en las calles, y donde fuera. Hubo un momento en que Miguel Marín era tan famoso como cualquier artista o cualquier cantante.
Jorge Ventura

La magnanimidad de Marín ha trascendido a tal grado, que su figura ha sido representada por la afición de Cruz Azul con el escudo de Superman en diversos homenajes. Dicho símbolo fue utilizado en diciembre de 1997 por el plantel del conjunto celeste en la celebración del título de Invierno, que terminó con la sequía de 17 años sin el campeonato mexicano desde 1980, cuando Miguel levantó el trofeo.
Filmografía
| Año  | Título              | Rol      | Notas              | Ref(s) |
| ---- | ------------------- | -------- | ------------------ | ------ |
| 2012 | Superman en el arco | Él mismo | Documental póstumo | [ 66 ] |

## Información profesional

### Como jugador
| Club            | País      | Años      |
| --------------- | --------- | --------- |
| Vélez Sarsfield | Argentina | 1964-1971 |
| Cruz Azul       | México    | 1971-1980 |

### Como entrenador
| Club                | País   | Años      |
| ------------------- | ------ | --------- |
| Cruz Azul           | México | 1982      |
| Neza                | México | 1983-1985 |
| Selección de México | México | 1985-1986 |
| Toluca              | México | 1987-1988 |
| Querétaro           | México | 1990-1991 |

## Estadísticas

### Jugador
No se consideran los partidos amistosos, y el promedio de goles corresponde únicamente a los tantos recibidos.

| Club            | Temporada     | Div.          | Liga  | Liga  | Liga | Copas | Copas | Copas | Internacional | Internacional | Internacional | Total | Total | Total | Media goles |
| Club            | Temporada     | Div.          | Part. | Recv. | Inv. | Part. | Recv. | Inv.  | Part.         | Recv.         | Inv.          | Part. | Recv. | Inv.  | Media goles |
| --------------- | ------------- | ------------- | ----- | ----- | ---- | ----- | ----- | ----- | ------------- | ------------- | ------------- | ----- | ----- | ----- | ----------- |
| Vélez Sarsfield | 1964          | 1.ª           | 9     | 12    | 2    | —     | —     | —     | —             | —             | —             | 9     | 12    | 2     | 1.33        |
| Vélez Sarsfield | 1965          | 1.ª           | 23    | 15    | 9    | —     | —     | —     | —             | —             | —             | 23    | 15    | 9     | 0.65        |
| Vélez Sarsfield | 1966          | 1.ª           | 35    | 34    | 9    | —     | —     | —     | —             | —             | —             | 35    | 34    | 9     | 0.97        |
| Vélez Sarsfield | 1967          | 1.ª           | 27    | 28    | 10   | —     | —     | —     | —             | —             | —             | 27    | 28    | 10    | 1.04        |
| Vélez Sarsfield | 1968          | 1.ª           | 27    | 28    | 9    | —     | —     | —     | —             | —             | —             | 27    | 28    | 9     | 1.04        |
| Vélez Sarsfield | 1969          | 1.ª           | 24    | 28    | 7    | —     | —     | —     | —             | —             | —             | 24    | 28    | 7     | 1.17        |
| Vélez Sarsfield | 1970          | 1.ª           | 36    | 43    | 6    | 3     | 4     | 1     | —             | —             | —             | 39    | 47    | 7     | 1.21        |
| Vélez Sarsfield | 1971          | 1.ª           | 41    | 46    | 11   | —     | —     | —     | —             | —             | —             | 41    | 46    | 11    | 1.12        |
| Total club      | Total club    | Total club    | 222   | 234   | 63   | 3     | 4     | 1     | 0             | 0             | 0             | 225   | 238   | 64    | 1.06        |
| Cruz Azul       | 1971-72       | 1.ª           | 25    | 24    | 8    | —     | —     | —     | 6             | 5             | 1             | 31    | 29    | 9     | 0.94        |
| Cruz Azul       | 1972-73       | 1.ª           | 23    | 25    | 6    | —     | —     | —     | 2             | 3             | —             | 25    | 28    | 6     | 1.12        |
| Cruz Azul       | 1973-74       | 1.ª           | 26    | 25    | 10   | 8     | 7     | 3     | —             | —             | —             | 34    | 32    | 13    | 0.94        |
| Cruz Azul       | 1974-75       | 1.ª           | 29    | 29    | 11   | 5     | 4     | 1     | —             | —             | —             | 34    | 33    | 12    | 0.97        |
| Cruz Azul       | 1975-76       | 1.ª           | 32    | 33    | 13   | 4     | 4     | 1     | —             | —             | —             | 36    | 37    | 14    | 1.03        |
| Cruz Azul       | 1976-77       | 1.ª           | 38    | 32    | 15   | —     | —     | —     | —             | —             | —             | 38    | 32    | 15    | 0.84        |
| Cruz Azul       | 1977-78       | 1.ª           | 40    | 47    | 14   | —     | —     | —     | —             | —             | —             | 40    | 47    | 14    | 1.18        |
| Cruz Azul       | 1978-79       | 1.ª           | 46    | 37    | 19   | —     | —     | —     | —             | —             | —             | 46    | 37    | 19    | 0.80        |
| Cruz Azul       | 1979-80       | 1.ª           | 44    | 39    | 14   | —     | —     | —     | —             | —             | —             | 44    | 39    | 14    | 0.89        |
| Cruz Azul       | 1980-81       | 1.ª           | 6     | 7     | 2    | —     | —     | —     | —             | —             | —             | 6     | 7     | 2     | 1.17        |
| Total club      | Total club    | Total club    | 309   | 298   | 112  | 17    | 15    | 5     | 8             | 8             | 1             | 334   | 321   | 118   | 0.96        |
| Total carrera   | Total carrera | Total carrera | 531   | 532   | 175  | 20    | 19    | 6     | 8             | 8             | 1             | 559   | 559   | 182   | 1.00        |
| 1. 2. 3.        |               |               |       |       |      |       |       |       |               |               |               |       |       |       |             |

«Las finales de Marín»
Marín disputó 10 partidos de Gran Final y, en cerca de 930 minutos de juego, sólo admitió un total de 8 goles (un gol cada 116.25 minutos). Con él en el arco, La Máquina nunca perdió una serie decisiva, pues en las cinco que estuvo el argentino se hicieron con el campeonato.
El 25 de mayo de 2023 el también argentino Nahuel Guzmán igualó su marca de 5 porterías imbatidas en juegos de final del fútbol mexicano.
| Final   | Partidos | Minutos | Goles recibidos | Vallas invictas |
| ------- | -------- | ------- | --------------- | --------------- |
| 1971-72 | 1        | 90      | 1               | 0               |
| 1972-73 | 3        | 300     | 2               | 1               |
| 1973-74 | 2        | 180     | 2               | 1               |
| 1978-79 | 2        | 180     | 0               | 2               |
| 1979-80 | 2        | 180     | 3               | 1               |
| Total   | 10       | 930     | 8               | 5               |

#### Selección
| Detalle de los partidos internacionales absolutos | Detalle de los partidos internacionales absolutos | Detalle de los partidos internacionales absolutos | Detalle de los partidos internacionales absolutos | Detalle de los partidos internacionales absolutos | Detalle de los partidos internacionales absolutos | Detalle de los partidos internacionales absolutos |
| ------------------------------------------------- | ------------------------------------------------- | ------------------------------------------------- | ------------------------------------------------- | ------------------------------------------------- | ------------------------------------------------- | ------------------------------------------------- |
| Fecha                                             | Ciudad                                            | Local                                             | Resultado                                         | Visitante                                         | Goles                                             | Competición                                       |
| 15/08/1967                                        | Santiago                                          | Chile                                             | 1 – 0                                             | Argentina                                         | 1                                                 | Amistoso                                          |
| 22/08/1967                                        | México                                            | México                                            | 2 – 1                                             | Argentina                                         | 2                                                 | Amistoso                                          |
| 08/01/1971                                        | Buenos Aires                                      | Argentina                                         | 3 – 4                                             | Francia                                           | 4                                                 | Amistoso                                          |
| 04/07/1971                                        | Asunción                                          | Paraguay                                          | 1 – 1                                             | Argentina                                         | 1                                                 | Amistoso                                          |
| 09/07/1971                                        | Rosario                                           | Argentina                                         | 1 – 0                                             | Paraguay                                          | -                                                 | Amistoso                                          |
|                                                   | Total                                             | Presencias                                        | 5                                                 | Recibidos                                         | 8                                                 |                                                   |

#### Penales atajados
Se incluyen los penales atajados en Vélez Sarsfield y la selección de Argentina.
| 29/05/1966 | José Amalfitani     | Argentinos Juniors      | Roberto Puppo   | Minuto 76 | 0 - 1 |
| 22/08/1967 | Azteca              | Selección de México     | Fernando Bustos | Minuto 26 | 2 - 1 |
| 06/04/1969 | Doble Visera        | Independiente           | Aníbal Tarabini | Minuto 38 | 0 - 1 |
| 08/10/1970 | Gigante de Arroyito | Rosario Central         | Carlos Colman   | Minuto 15 | 1 - 0 |
| 07/03/1971 | José Amalfitani     | Los Andes               | Alberto Cardaci | Minuto 75 | 4 - 0 |
| 30/10/1971 | Jorge Luis Hirschi  | Estudiantes de La Plata | Néstor Togneri  | Minuto 23 | 2 - 3 |

#### Resumen estadístico
| Competición                   | Partidos | Goles recibidos | Vallas invictas |
| ----------------------------- | -------- | --------------- | --------------- |
| Liga                          | 531      | 532             | 175             |
| Copas nacionales              | 20       | 19              | 6               |
| Competiciones internacionales | 8        | 8               | 1               |
| Selección argentina           | 5        | 8               | 1               |
| Total                         | 564      | 567             | 183             |

### Entrenador
Resaltadas temporadas en calidad de suspensión.
| Club          | País          | Años          | PD  | G  | E  | P  | %     |
| ------------- | ------------- | ------------- | --- | -- | -- | -- | ----- |
| Cruz Azul     | México        | 1982          | 6   | 2  | 2  | 2  | 44.44 |
| Neza          | México        | 1983-1985     | 121 | 35 | 39 | 47 | 39.67 |
| Querétaro     | México        | 1990-1991     | 64  | 23 | 11 | 30 | 41.67 |
| Total carrera | Total carrera | Total carrera | 191 | 60 | 52 | 79 | 40.49 |

## Palmarés

### Campeonatos nacionales
| Título               | Equipo          | País      | Año  |
| -------------------- | --------------- | --------- | ---- |
| Primera División     | Vélez Sarsfield | Argentina | 1968 |
| Primera División     | Cruz Azul       | México    | 1972 |
| Primera División     | Cruz Azul       | México    | 1973 |
| Primera División     | Cruz Azul       | México    | 1974 |
| Campeón de Campeones | Cruz Azul       | México    | 1974 |
| Primera División     | Cruz Azul       | México    | 1979 |
| Primera División     | Cruz Azul       | México    | 1980 |

### Campeonatos internacionales
| Título                   | Equipo              | Sede   | Año  |
| ------------------------ | ------------------- | ------ | ---- |
| Preolímpico Sudamericano | Selección Argentina | Lima   | 1964 |
| Copa de Campeones        | Cruz Azul           | México | 1971 |

### Distinciones individuales
| Distinción                                     | Año                                      |
| ---------------------------------------------- | ---------------------------------------- |
| Guardameta Argentino del Año                   | 1968                                     |
| XI Ideal de la Primera División                | 1972, 1973, 1974, 1975, 1977, 1979, 1980 |
| Guardameta del año en México                   | 1975, 1979, 1980                         |
| Jugador más valioso del Clásico de Los Ángeles | 1980                                     |
| Jugador del año en México                      | 1980                                     |
| Salón de la Fama de Cruz Azul                  | 2005                                     |
| Salón de la Fama del Fútbol                    | 2011                                     |